# Cheeeese
Cheeeese è un film del 1988 diretto da Bernard Weber.

## Trama
In Svizzera, il direttore d'un albergo non vuole trascorrere le ferie in Italia perché crede che a sud delle Alpi tutto sia misero e sporco. Soltanto l'amore di sua moglie per il capocameriere siciliano lo convincerà a trascorrere le vacanze estive in Sicilia, dove scoprirà che vi sono luoghi con ricchezze molto maggiori di qualsiasi conto bancario.